# Lassingrechen
Der Lassingrechen war ein Treibgutrechen bei der Ortschaft Fachwerk in der Gemeinde Wildalpen im Bezirk Liezen in der Steiermark.

## Beschreibung
Im späteren 17. Jahrhundert wurde von der Innerberger Hauptgewerkschaft der Holzeinschlag zum Lassingbach und die Holzflößerei begonnen, und zu diesem Zweck ein großer Holzrechen oberhalb von Fachwerk errichtet. Dieser Rechen war mit 250 m Länge als Sackrechen parallel zum Bachbett errichtet. Über eine 700 m lange Wasserriese konnte das Holz nach Fachwerk getreidelt werden. Dort errichtete man Köhlereien, als Ländkohlenanlage (Köhlerei am Triftplatz), womit die Ansiedlung Fachwerk entstand. Anfangs auch für den Erzabbau am Arzberg (einen Vorberg des Eibl–Hochschlag-Rückens) gedacht, der aber bald wieder aufgelassen wurde, somit brachte man die Holzkohle per Wagen zum Erzberg nach Eisenerz, dem historischen Innerberg.
Daneben konnte man, weil der Rechen auch als Schwellrechen konstruiert war, man also Wasser inklusive Treibgut in den Flusslauf ablassen konnte, das Holz weiter zum großen Rechen in Großreifling an der Salzamündung in die Enns zum Großreiflinger Rechen weiterflößen.
Der Lassingrechen war von den Holztriftanlagen im Salzagebiet am längsten in Betrieb, wurde aber mit dem Aufkommen der Steinkohle im 19. Jahrhundert – einschließlich der Holzköhlerei – unrentabel und aufgegeben. 
Beim Hochwasser 1899 wurde die Rechenanlage endgültig zerstört, Reste sind noch zu sehen.